# 프린스의 왕자
《프린스의 왕자》는 TV캐스트에서 방영된 웹드라마로, TV캐스트에 선공개 후 KBS 2TV을 통해 심야시간대에 방영하였다.

## 방송 시간
| 구분     | 방송 기간                                   | 방송 시간                  |
| -------- | ------------------------------------------- | -------------------------- |
| TV캐스트 | 2015년 6월 8일 ~ 2015년 6월 19일            | 매일 월 ~ 금요일 오전 10시 |
| KBS 2TV  | 2015년 6월 13일 (1부) 2015년 6월 20일 (2부) | 토요일 밤 1시              |

## 줄거리
게임 오타쿠 여동생을 구하기 위해 게이로 위장하여 게임회사로 잠입한 오빠와 회사 직원들이 펼치는 좌충우돌 코미디 드라마.

## 등장 인물

### 주요 인물
- 최종훈 : 박시현(28세) 역
- 임윤호 : 이몽룡 역 - 사장
- 서유나 : 박유나 역
- 손세빈 : 미향단(28세) 역 - 대리
- 김민철 : 변학도(32세) 역 - 부장
- 장우혁 : 유방자(28세) 역 - 대리

### 그 외
- 한제후 : 강림(23세) 역 - 사원
- 이수광 : 강 비서 역
- 민진웅 : 김차장 역
- 배민정 : 소윤 역
- 김보민 :
- 이지영 :
- 김하윤 :
- 도해
- 이택근
- 송승민
- 구한회
- 곽민규
- 김광섭

## 회차별 부제
| 회차   | 업로드 일자     | 부제                 | 런닝 타임 |
| ------ | --------------- | -------------------- | --------- |
| 제1화  | 2015년 6월 8일  | 옷깃 스친 악연       | 9:27      |
| 제2화  | 2015년 6월 9일  | 트로이의 목마        | 8:59      |
| 제3화  | 2015년 6월 10일 | No pain, No gay      | 8:44      |
| 제4화  | 2015년 6월 11일 | 프린스의 흑기사      | 9:44      |
| 제5화  | 2015년 6월 12일 | 마음에 떠오르는 생각 | 9:10      |
| 제6화  | 2015년 6월 15일 | 비밀의 화원          | 9:19      |
| 제7화  | 2015년 6월 16일 | 작별 선물            | 9:26      |
| 제8화  | 2015년 6월 17일 | 병아리와 칼          | 9:47      |
| 제9화  | 2015년 6월 18일 | 덫                   | 9:27      |
| 제10화 | 2015년 6월 19일 | 루트(ROUTE)          | 12:26     |